# Le Vaumain
Le Vaumain és un municipi francès, situat al departament de l'Oise i a la regió dels Alts de França. L'any 2007 tenia 346 habitants.

## Demografia

### Població
El 2007 la població de fet de Le Vaumain era de 346 persones. Hi havia 126 famílies de les quals 24 eren unipersonals (12 homes vivint sols i 12 dones vivint soles), 41 parelles sense fills, 49 parelles amb fills i 12 famílies monoparentals amb fills.
La població ha evolucionat segons el següent gràfic:
Habitants censats

### Habitatges
El 2007 hi havia 168 habitatges, 127 eren l'habitatge principal de la família, 34 eren segones residències i 8 estaven desocupats. 168 eren cases i 1 era un apartament. Dels 127 habitatges principals, 113 estaven ocupats pels seus propietaris, 10 estaven llogats i ocupats pels llogaters i 3 estaven cedits a títol gratuït; 2 tenien dues cambres, 18 en tenien tres, 32 en tenien quatre i 74 en tenien cinc o més. 102 habitatges disposaven pel capbaix d'una plaça de pàrquing. A 54 habitatges hi havia un automòbil i a 68 n'hi havia dos o més.

### Piràmide de població
La piràmide de població per edats i sexe el 2009 era:
| Homes | Edats   | Dones |
| ----- | ------- | ----- |
| 0     | 95 o +  | 0     |
| 0     | 90 a 94 | 0     |
| 0     | 85 a 89 | 0     |
| 8     | 80 a 84 | 8     |
| 4     | 75 a 79 | 4     |
| 4     | 70 a 74 | 0     |
| 4     | 65 a 69 | 4     |
| 4     | 60 a 64 | 8     |
| 12    | 55 a 59 | 4     |
| 8     | 50 a 54 | 12    |
| 8     | 45 a 49 | 20    |
| 16    | 40 a 44 | 16    |
| 12    | 35 a 39 | 0     |
| 16    | 30 a 34 | 16    |
| 12    | 25 a 29 | 12    |
| 4     | 20 a 24 | 12    |
| 4     | 15 a 19 | 12    |
| 12    | 10 a 14 | 12    |
| 24    | 5 a 9   | 8     |
| 12    | 0 a 4   | 4     |

## Economia
El 2007 la població en edat de treballar era de 229 persones, 181 eren actives i 48 eren inactives. De les 181 persones actives 159 estaven ocupades (94 homes i 65 dones) i 22 estaven aturades (11 homes i 11 dones). De les 48 persones inactives 12 estaven jubilades, 16 estaven estudiant i 20 estaven classificades com a «altres inactius».

### Ingressos
El 2009 a Le Vaumain hi havia 126 unitats fiscals que integraven 339 persones, la mediana anual d'ingressos fiscals per persona era de 21.344 €.

### Activitats econòmiques
Dels 16 establiments que hi havia el 2007, 1 era d'una empresa de fabricació d'altres productes industrials, 4 d'empreses de construcció, 1 d'una empresa de comerç i reparació d'automòbils, 1 d'una empresa de transport, 1 d'una empresa d'informació i comunicació, 3 d'empreses immobiliàries, 3 d'empreses de serveis i 2 d'empreses classificades com a «altres activitats de serveis».
Dels 6 establiments de servei als particulars que hi havia el 2009, 1 era un taller de reparació d'automòbils i de material agrícola, 2 paletes, 1 lampisteria, 1 agència immobiliària i 1 saló de bellesa.
L'any 2000 a Le Vaumain hi havia 4 explotacions agrícoles.

## Equipaments sanitaris i escolars
El 2009 hi havia una escola elemental integrada dins d'un grup escolar amb les comunes properes formant una escola dispersa.

## Poblacions més properes
El següent diagrama mostra les poblacions més properes.